# Jan Jałocha
Jan Jałocha (ur. 18 lipca 1957 w Golkowicach) – polski piłkarz, obrońca lub pomocnik. Zdobywca trzeciego miejsca na MŚ 82. Stryj Marcina Jałochy.
Od czasów juniorskich związany z krakowską Wisłą, której barw bronił w latach 1969–1986. W I lidze rozegrał 215 meczów i strzelił 19 bramek. Z Białą Gwiazdą zdobył mistrzostwo Polski w 1978. Grał także w klubach z niższych lig niemieckich, takich jak FC Augsburg, SpVgg Bayreuth, Eintracht Trewir, VfL Trier 1912 i SV Krettnach.

## Reprezentacja Polski
W reprezentacji Polski w latach 1981–1985 rozegrał 28 spotkań (1 gol, z Francją 31.08.1982). Na MŚ 82 w trzecim meczu Polaków w turnieju (z Peru) doznał kontuzji, w pierwszym składzie zastąpił go Marek Dziuba.
| lp. | Data                 | Miejsce      | Przeciwnik     | Rezultat | Rozgrywki       | Grał   | Uwagi        |
| --- | -------------------- | ------------ | -------------- | -------- | --------------- | ------ | ------------ |
| 1.  | 2 maja 1981          | Chorzów      | NRD            | 1-0      | elim. MŚ 1982   | 90'    |              |
| 2.  | 24 maja 1981         | Bydgoszcz    | Irlandia       | 3-0      | towarzyski      | 90'    |              |
| 3.  | 2 września 1981      | Chorzów      | Niemcy         | 0-2      | towarzyski      | 90'    |              |
| 4.  | 23 września 1981     | Lizbona      | Portugalia     | 0-2      | towarzyski      | 90'    |              |
| 5.  | 10 października 1981 | Lipsk        | NRD            | 3-2      | elim. MŚ 1982   | 90'    | Żółta kartka |
| 6.  | 28 października 1981 | Buenos Aires | Argentyna      | 2-1      | towarzyski      | 90'    |              |
| 7.  | 15 listopada 1981    | Wrocław      | Malta          | 6-0      | elim. MŚ 1982   | 90'    |              |
| 8.  | 18 listopada 1981    | Łódź         | Hiszpania      | 2-3      | towarzyski      | do 54' |              |
| 9.  | 14 czerwca 1982      | Vigo         | Włochy         | 0-0      | MŚ 1982         | 90'    |              |
| 10. | 19 czerwca 1982      | La Coruña    | Kamerun        | 0-0      | MŚ 1982         | 90'    |              |
| 11. | 22 czerwca 1982      | La Coruña    | Peru           | 5-1      | MŚ 1982         | do 25' |              |
| 12. | 31 sierpnia 1982     | Paryż        | Francja        | 4-0      | towarzyski      | 90'    | Gol          |
| 13. | 8 września 1982      | Kuopio       | Finlandia      | 3-2      | elim. Euro 1984 | 90'    |              |
| 14. | 10 października 1982 | Lizbona      | Portugalia     | 1-2      | elim. Euro 1984 | 90'    |              |
| 15. | 23 marca 1983        | Łódź         | Bułgaria       | 3-1      | towarzyski      | 90'    |              |
| 16. | 17 kwietnia 1983     | Warszawa     | Finlandia      | 1-1      | elim. Euro 1984 | 90'    |              |
| 17. | 22 maja 1983         | Chorzów      | ZSRR           | 1-1      | elim. Euro 1984 | 90'    |              |
| 18. | 28 października 1983 | Wrocław      | Portugalia     | 0-1      | elim. Euro 1984 | 90'    |              |
| 19. | 11 stycznia 1984     | Kalkuta      | Indie          | 2-1      | towarzyski      | 90'    |              |
| 20. | 15 stycznia 1984     | Kalkuta      | Chiny          | 1-0      | towarzyski      | 90'    |              |
| 21. | 17 stycznia 1984     | Kalkuta      | Argentyna      | 1-1      | towarzyski      | 90'    |              |
| 22. | 27 stycznia 1984     | Kalkuta      | Chiny          | 1-0      | towarzyski      | 90'    |              |
| 23. | 27 marca 1984        | Zurych       | Szwajcaria     | 1-1      | towarzyski      | 90'    |              |
| 24. | 17 kwietnia 1984     | Warszawa     | Belgia         | 0-1      | towarzyski      | 90'    |              |
| 25. | 27 marca 1985        | Sibiu        | Rumunia        | 0-0      | towarzyski      | od 72' |              |
| 26. | 17 kwietnia 1985     | Opole        | Finlandia      | 2-1      | towarzyski      | do 45' |              |
| 27. | 1 maja 1985          | Bruksela     | Belgia         | 0-2      | elim. MŚ 1986   | do 45' |              |
| 28. | 4 września 1985      | Brno         | Czechosłowacja | 1-3      | towarzyski      | do 65' |              |